# Savīmeh
Savīmeh (persiska: سویمه) är en ort i Iran.   Den ligger i provinsen Khuzestan, i den centrala delen av landet, 600 km söder om huvudstaden Teheran. Savīmeh ligger 12 meter över havet och antalet invånare är 139.
Terrängen runt Savīmeh är mycket platt. Runt Savīmeh är det ganska tätbefolkat, med 54 invånare per kvadratkilometer. Närmaste större samhälle är Shādegān, 18,0 km sydväst om Savīmeh. Omgivningarna runt Savīmeh är i huvudsak ett öppet busklandskap.